# Mario Morgoni
Mario Morgoni (Potenza Picena, 19 ottobre 1954) è un politico italiano.

## Biografia

### Attività politica
Già ex militante attivo della Federazione Giovanile Comunista Italiana e del Partito Comunista Italiano, è stato sindaco del comune di Potenza Picena dal 1995 al 2004, consigliere comunale dal 1980 al 1990 e consigliere provinciale di Macerata dal 2009 al 2010.

#### Elezione a senatore
Nel 2013 viene eletto senatore della XVII legislatura della Repubblica Italiana nella circoscrizione Marche per il Partito Democratico.

#### Elezione a deputato
Alle elezioni politiche del 2018 viene eletto alla Camera dei deputati per la XVIII legislatura.